# Marcel Hernández
Marcel Hernández Campanioni (El Vedado, La Habana, Cuba, 11 de julio de 1989), es un futbolista cubano que juega como delantero en el Club Sport Herediano de la Primera División de Costa Rica.

## Trayectoria
Nació en el barrio Sagrado Corazón de Jesús, en El Vedado, La Habana de sus padres Annette y Modesto. Creció en la isla jugando béisbol, pero cuando cursaba la primaria a los siete años veía que todos sus compañeros salían temprano para jugar fútbol; luego se enteró de que tenían un equipo y como no había portero, él se ofreció para el puesto. Siguió en el arco un año completo hasta que llegó un portero más alto que cubría más el marco, entonces su entrenador Roberto Fariña «El Chino», lo puso a jugar de mediocampista, después de ese momento optó por ser un jugador de campo.

### Amateurismo (2008-2015)
Formó parte de los clubes en su país de la Ciudad de La Habana y La Habana entre 2008 y 2015, conformó la selección cubana en casi todas las categorías, pero el torneo local es amateur y sabía que para dar el salto al profesionalismo debía abandonar su tierra, decisión que tomó hasta que tenía 24 años. Fue considerado uno de los más talentosos jugadores que tiene Cuba, según los técnicos de ese país.

### Salida al Caribe (2015-2018)
En 2015 emigró a Antigua y Barbuda para jugar en el Greenbay Hoppers de la Primera División. Participó en doce compromisos, aportó once goles y puso ocho asistencias; se coronó campeón de la Liga 2015-16. En marzo de 2016 fichó para el Moca de Liga Dominicana, donde convirtió seis goles en la temporada.
El 10 de enero de 2017, Marcel llegó a un acuerdo contractual para jugar con el Barcelona Atlético. Hizo cuatro goles al cierre de la campaña de liga. El 23 de diciembre de ese año, estuvo cerca de ser oficializado como nuevo jugador del Trepça'89 de Kosovo, pero este fichaje no fructificó.
A principios de 2018 fue traspasado al Cibao de República Dominicana. Disputó su primer partido por competencia internacional de la Liga de Campeones de la Concacaf el 21 de febrero, enfrentando al Guadalajara de México y donde participó 68 minutos de la derrota 0-2. Para la Liga Dominicana, Marcel convirtió cinco goles.

### Costa Rica

#### Cartaginés
El 20 de junio de 2018, el Cartaginés de Costa Rica anunció la contratación del delantero por dos torneos cortos. Hizo su debut en la Primera División el 19 de agosto, por la quinta fecha del Torneo de Apertura contra San Carlos en el Estadio "Fello" Meza. Marcel convirtió su primer gol en ese mismo juego de cabeza mediante un centro de Jossimar Pemberton para decretar el empate 1-1. Se afianzó rápidamente en el cuadro blanquiazul y tuvo una sobresaliente campaña al convertir quince goles en dieciocho compromisos. El 31 de octubre renovó su ligamen por dos campeonatos más. Llegó a tener una cláusula total de salida de doscientos cincuenta mil dólares en los que cien mil se destinan al jugador.
Siendo futbolista del Cartaginés, fue elegido mejor extranjero del Apertura 2018, Clausura 2020 y Apertura 2020. Recibió la distinción del mejor gol del Apertura 2018 y fue campeón goleador del Apertura 2020. Contabilizó 94 partidos jugados, 59 goles y 12 asistencias.

#### Alajuelense
El 11 de enero de 2021, se hizo oficial el traspaso de Marcel hacia Alajuelense, club que pudo pagar los montos totales por conceptos de cláusula de doscientos cincuenta mil dólares. El atacante fue presentado en conferencia de prensa con la dorsal «9». Debutó con la camiseta rojinegra el 13 de enero por la primera fecha del Torneo de Clausura contra el Pérez Zeledón, jugando 31 minutos tras ingresar de cambio por Jurgens Montenegro en la victoria por 2-0. El 27 de enero convirtió su primer gol de la campaña sobre el Santos de Guápiles, para definir el triunfo de visita por 0-3. El 3 de febrero conquistó su primer título en el club al vencer por 3-2 al Deportivo Saprissa en la final de Liga Concacaf. Concluyó su primer torneo con once anotaciones y seis asistencias en veintiún compromisos.
Su etapa en Alajuelense terminó con 51 partidos, 20 goles y 13 asistencias contando todas las competencias que disputó.

#### Vuelta al Cartaginés
El 6 de enero de 2022, se formalizó el préstamo de Hernández al Cartaginés por un año y con una cláusula de salida en caso de concretar una oferta en el exterior. Su gol conseguido el 16 de enero por la segunda fecha del Torneo de Clausura ante Pérez Zeledón, le permitió afianzarse como el extranjero con más anotaciones en la historia del club, alcanzando la cifra de 60 tantos. El 26 de abril se destapó con un triplete en el duelo contra Grecia y superó la marca de 88 goles que había impuesto el eslovaco Josef Miso, para así llegar a 90 anotaciones y convertirse en el futbolista extranjero con la mayor cantidad de tantos en la historia del fútbol costarricense.

#### Herediano
El 3 de junio de 2024 se confirmó la llegada del cubano al Herediano tras finalizar su previo contrato con el Cartaginés, donde realizó 110 goles y 27 asistencias.

## Selección nacional

### Categorías inferiores
Integró a Cuba en las selecciones Sub-15, Sub-17, Sub-20 y Sub-21. Estuvo en la eliminatoria al Campeonato Sub-20 de la Concacaf por la Zona Caribeña, anotando el 27 de mayo de 2008 en el triunfo por 5-0 sobre Bahamas; luego en el empate 1-1 contra República Dominicana y el 31 de mayo su combinado perdió 0-3 ante Haití. Su representación quedó fuera de disputar el torneo final y eventualmente una oportunidad de ir al Mundial de la categoría.
Con la selección Sub-23, jugó la primera ronda eliminatoria para el Preolímpico de Concacaf. El 25 de junio de 2011 anotó un doblete contra Aruba en el triunfo por goleada de 0-7. También participó en el otro juego que terminó 1-0 a favor de Cuba sobre Guyana.

### Selección absoluta
Fue internacional absoluto con la Selección de Cuba en veintitrés partidos, de los cuales anotó ocho goles. Su debut se produjo el 10 de noviembre de 2010, en el primer partido del grupo contra Dominica por la Copa del Caribe. Marcel completó la totalidad de los minutos y anotó su primer gol al minuto 35' en la victoria por 4-2.
Participó con el combinado cubano en la Copa de Oro de la Concacaf 2011, donde fue titular en los tres partidos de la primera fase, los cuales se saldaron con abultadas derrotas impidiéndole seguir avanzando. El 16 de diciembre de 2012, un gol de Hernández al minuto 8' de la segunda parte de la prórroga supuso la victoria de los cubanos por 1-0 frente a Trinidad y Tobago en la final de la Copa del Caribe, competición en la que además Marcel había marcado cuatro tantos en un mismo encuentro contra Surinam. Cuba conquistaba así por primera vez este torneo, haciendo historia.
El 6 de noviembre de 2013, Marcel hizo pública su decisión de retirarse de la selección de forma indefinida.

#### Participaciones internacionales
| Evento                          | Sede              | Resultado      | Partidos | Goles |
| ------------------------------- | ----------------- | -------------- | -------- | ----- |
| Copa del Caribe 2010            | Ecuador           | Campeón        | 7        | 29    |
| Copa de Oro de la Concacaf 2011 | Estados Unidos    | Fase de grupos | 3        | 0     |
| Copa del Caribe 2012            | Antigua y Barbuda | Campeón        | 7        | 5     |

#### Participaciones en eliminatorias
| Evento                         | Sede              | Resultado | Partidos | Goles |
| ------------------------------ | ----------------- | --------- | -------- | ----- |
| Copa Mundial de Fútbol de 2014 | Antigua y Barbuda | Campeón   | 4        | 9     |

## Estadísticas

### Clubes
Actualizado al último partido jugado el 4 de septiembre de 2024. No se incluye sus estadísticas en Ciudad de La Habana (2008-2012) y La Habana (2013-2015).
| Greenbay Hoppers F. C. Antigua y Barbuda | 1.ª           | 2015/16       | 12  | 11  | 8  | — | — | — | —  | — | — | 12  | 11  | 8  | 0,91 |
| Greenbay Hoppers F. C. Antigua y Barbuda | Total club    | Total club    | 12  | 11  | 8  | — | — | — | —  | — | — | 12  | 11  | 8  | 0,91 |
| Moca FC República Dominicana | 1.ª           | 2016          | 16  | 6   | 0  | — | — | — | —  | — | — | 16  | 6   | 0  | 0,37 |
| Moca FC República Dominicana | Total club    | Total club    | 16  | 6   | 0  | — | — | — | —  | — | — | 16  | 6   | 0  | 0,37 |
| Club Barcelona Atlético República Dominicana | 1.ª           | 2017          | 14  | 4   | 0  | — | — | — | —  | — | — | 14  | 4   | 0  | 0,28 |
| Club Barcelona Atlético República Dominicana | Total club    | Total club    | 14  | 4   | 0  | — | — | — | —  | — | — | 14  | 4   | 0  | 0,28 |
| Cibao FC República Dominicana | 1.ª           | 2018          | 11  | 5   | 0  | — | — | — | 2  | 0 | 0 | 13  | 5   | 0  | 0,38 |
| Cibao FC República Dominicana | Total club    | Total club    | 11  | 5   | 0  | — | — | — | 2  | 0 | 0 | 13  | 5   | 0  | 0,38 |
| CS Cartaginés Costa Rica | 1.ª           | 2018/19       | 39  | 21  | 8  | — | — | — | —  | — | — | 39  | 21  | 8  | 0,53 |
| CS Cartaginés Costa Rica | 1.ª           | 2019/20       | 37  | 25  | 3  | — | — | — | —  | — | — | 37  | 25  | 3  | 0,67 |
| CS Cartaginés Costa Rica | 1.ª           | A. 2020       | 18  | 13  | 1  | — | — | — | —  | — | — | 18  | 13  | 1  | 0,72 |
| L. D. Alajuelense Costa Rica | 1.ª           | C. 2021       | 21  | 11  | 7  | — | — | — | 3  | 0 | 0 | 24  | 11  | 7  | 0,45 |
| L. D. Alajuelense Costa Rica | 1.ª           | A. 2021       | 25  | 9   | 4  | 1 | 0 | 0 | 1  | 0 | 2 | 27  | 9   | 6  | 0,33 |
| L. D. Alajuelense Costa Rica | Total club    | Total club    | 46  | 20  | 11 | 1 | 0 | 0 | 4  | 0 | 2 | 51  | 20  | 13 | 0,39 |
| CS Cartaginés Costa Rica | 1.ª           | C. 2022       | 24  | 16  | 4  | — | — | — | —  | — | — | 24  | 16  | 4  | 0,66 |
| CS Cartaginés Costa Rica | 1.ª           | 2022/23       | 29  | 19  | 4  | 2 | 0 | 0 | 2  | 0 | 0 | 33  | 19  | 4  | 0,57 |
| CS Cartaginés Costa Rica | 1.ª           | 2023/24       | 42  | 12  | 7  | — | — | — | 8  | 4 | 0 | 50  | 16  | 7  | 0,32 |
| CS Cartaginés Costa Rica | Total club    | Total club    | 189 | 106 | 27 | 2 | 0 | 0 | 10 | 4 | 0 | 201 | 110 | 27 | 0,52 |
| CS Herediano Costa Rica | 1.ª           | 2024/25       | 12  | 9   | 1  | 1 | 0 | 0 | 5  | 0 | 1 | 18  | 9   | 2  | 0,5  |
| CS Herediano Costa Rica | Total club    | Total club    | 12  | 9   | 1  | 1 | 0 | 0 | 5  | 0 | 1 | 18  | 9   | 2  | 0,5  |
| Total carrera | Total carrera | Total carrera | 300 | 161 | 47 | 4 | 0 | 0 | 21 | 4 | 3 | 325 | 165 | 50 | 0,5  |
| (1) Incluye playoffs.(2) Incluye datos de la Copa de Costa Rica y de la Supercopa de Costa Rica.(3) Incluye datos de la Copa Centroamericana de Concacaf, Concacaf League y Concacaf Champions Cup.(4) No incluye goles en partidos amistosos. |               |               |     |     |    |   |   |   |    |   |   |     |     |    |      |

### Selección
Actualizado al último partido jugado el 27 de marzo de 2022.
| Cuba |                 |    |   |    |   |   |    |    |    |
| 2010 | 4               | 0  | 3 | 1  | — | — | 7  | 1  |    |
| 2011 | 3               | 0  | — | —  | 2 | 2 | 5  | 2  |    |
| 2012 | 4               | 1  | 7 | 4  | — | — | 11 | 5  |    |
| 2022 | —               | —  | — | —  | 2 | 2 | 2  | 2  |    |
| Total selección | Total selección | 11 | 1 | 10 | 5 | 4 | 4  | 25 | 10 |
| (1) Incluye datos de la Copa del Caribe (2010-12) / Copa Oro de la Concacaf (2011). (2) Incluye datos de la Eliminatoria a la Copa del Caribe (2010-12) / Eliminatoria de Concacaf para la Copa Mundial (2012). |                 |    |   |    |   |   |    |    |    |

#### Goles internacionales
| Núm. | Fecha                   | Lugar                                                      | Rival             | Gol | Resultado | Competición          |
| ---- | ----------------------- | ---------------------------------------------------------- | ----------------- | --- | --------- | -------------------- |
| 1    | 10 de noviembre de 2010 | Recreation Ground, Saint John, Antigua y Barbuda           | Dominica          | 4-1 | 4-2       | Copa del Caribe 2010 |
| 2    | 25 de mayo de 2011      | Estadio Pedro Marrero, La Habana, Cuba                     | Nicaragua         | 1-1 | 1-1       | Amistoso             |
| 3    | 28 de mayo de 2011      | Estadio Pedro Marrero, La Habana, Cuba                     | Nicaragua         | 1-0 | 2-1       | Amistoso             |
| 4    | 14 de noviembre de 2012 | Estadio Dwight Yorke, Tobago, Trinidad y Tobago            | Surinam           | 1-0 | 5-0       | Copa del Caribe 2012 |
| 5    | 14 de noviembre de 2012 | Estadio Dwight Yorke, Tobago, Trinidad y Tobago            | Surinam           | 2-0 | 5-0       | Copa del Caribe 2012 |
| 6    | 14 de noviembre de 2012 | Estadio Dwight Yorke, Tobago, Trinidad y Tobago            | Surinam           | 4-0 | 5-0       | Copa del Caribe 2012 |
| 7    | 14 de noviembre de 2012 | Estadio Dwight Yorke, Tobago, Trinidad y Tobago            | Surinam           | 5-0 | 5-0       | Copa del Caribe 2012 |
| 8    | 16 de diciembre de 2012 | Estadio Sir Vivian Richards, Saint John, Antigua y Barbuda | Trinidad y Tobago | 0-1 | 0-1       | Copa del Caribe 2012 |
| 9    | 27 de marzo de 2022     | FFB Field, Belmopán, Belice                                | Belice            | 0-1 | 0-3       | Amistoso             |
| 10   | 27 de marzo de 2022     | FFB Field, Belmopán, Belice                                | Belice            | 0-3 | 0-3       | Amistoso             |

## Palmarés

### Títulos nacionales
| Título                                | Club                   | País              | Año  |
| ------------------------------------- | ---------------------- | ----------------- | ---- |
| Primera División de Antigua y Barbuda | Greenbay Hoppers F. C. | Antigua y Barbuda | 2016 |
| Primera División de Costa Rica        | C. S. Cartaginés       | Costa Rica        | 2022 |
| Torneo de Copa de Costa Rica          | C. S. Cartaginés       | Costa Rica        | 2022 |
| Supercopa de Costa Rica               | C. S. Herediano        | Costa Rica        | 2024 |
| Primera División de Costa Rica        | C. S. Herediano        | Costa Rica        | 2024 |
| Primera División de Costa Rica        | C. S. Herediano        | Costa Rica        | 2025 |

### Títulos internacionales
| Título          | Equipo            | Sede              | Año  |
| --------------- | ----------------- | ----------------- | ---- |
| Copa del Caribe | Selección de Cuba | Antigua y Barbuda | 2012 |
| Liga Concacaf   | L.D Alajuelense   | Alajuela          | 2020 |

### Distinciones individuales
| Distinción                                                                               | Año  |
| ---------------------------------------------------------------------------------------- | ---- |
| Mejor jugador extranjero de la Primera División de Costa Rica del Torneo Apertura 2018   | 2019 |
| Mejor gol de la Primera División de Costa Rica del Torneo Apertura 2018                  | 2019 |
| Mejor jugador extranjero de la Primera División de Costa Rica del Torneo Clausura 2020   | 2020 |
| Máximo goleador de la Primera División de Costa Rica del Torneo Apertura 2020 (13 goles) | 2021 |
| Mejor jugador extranjero de la Primera División de Costa Rica del Torneo Apertura 2020   | 2021 |
| Máximo goleador de la Primera División de Costa Rica (16 goles) del Torneo Clausura 2022 | 2022 |
| Mejor jugador extranjero de la Primera División de Costa Rica del Torneo Clausura 2022   | 2022 |
| Mejor jugador de la Primera División de Costa Rica del Torneo Clausura 2022              | 2022 |
| Mejor Jugador de la Primera División de Costa Rica según Transfermarkt                   | 2022 |

## Vida privada
Es propietario del AF Lankester 1943 de LINAFA.